# Карла и Катрина
«Карла и Катрина» (дат. Karla og Katrine) — датский семейный фильм, драма с элементами приключения, снятая Шарлоттой Сакс-Боструп по роману Рени Симонсен в 2009 году. Является продолжением фильма «Игра Карлы». 

## Сюжет
Карле уже 12 лет. Она вместе с семьёй проводит лето за городом и решает пригласить свою одноклассницу Катрину. Во время отдыха девочки знакомятся с ровесником Йонасом, который заподозрен в ограблении небольшого магазина неподалёку. Ребятам удаётся отыскать настоящих виновников и доказать непричастность к преступлению Йонаса.

## В ролях
| Актёр                   | Роль                               |
| ----------------------- | ---------------------------------- |
| Елена Арндт-Йенсен      | Карла                              |
| Нанна Коппель           | Катрина (подруга Карлы)            |
| Йошуа Берман            | Йонас (новый друг Карлы и Катрины) |
| Николай Стовринг Хансен | Мадс-Мортен (брат Карлы)           |
| Лассе Гульдберг Кампер  | Малыш (второй брат Карлы)          |
| Эллен Хиллингсё         | Рикке (мать Карлы)                 |
| Николай Коперникус      | Лайф (отчим Карлы, отец Малыша)    |
| Алан Ольсен             | Франк (отец Карлы и Мадса-Мортена) |
| Тереса Глан             | Долли                              |
| Йонатан Стальсмидт      | Ульрик                             |
| Якоб Фальс Нюгор        | Томми                              |
| Сусанна Юхас            | Герда                              |

## Съёмочная группа
- Режиссёр: Шарлотта Сакс-Боструп[дат.]
- Монтажёр: Трине Падмо Олсен
- Художник-постановщик: Биргер Мёллер Енсен

## Премьеры
| Страна   | Дата премьеры       | Название         |
| -------- | ------------------- | ---------------- |
| Дания    | 6 февраля 2009 года | Karla og Katrine |
| Польша   | 16 июля 2010 года   | Karla i Katrina  |
| Бельгия  | 24 ноября 2010 года | Karla en Katrine |
| Германия | 23 марта 2012 года  | Karla & Katrine  |

## Номинации и награды
Премия «Роберт»
- Номинация в категории «Лучший детский или семейный фильм»
- Номинация в категории «лучшая женская роль второго плана» (Эллен Хиллингсо)[2]